# Ласанева къща (Кожани)
 Тази статия е за къщата в Кожани.  За къщата в Атина вижте Ласанева къща (Атина).  
Ласаневата къща (на гръцки: Αρχοντικό Λασσάνη) е емблематична къща в град Кожани, Гърция.

## Местоположение
Зданието е разположено в центъра на града на площад „Ласанис“.

## История
Сградата е построена през XVIII век от Георгиос Ласанис, син на богат кожански търговец и участник в Гръцкото въстание от 1821 година.